# Alfa Romeo C43
El Alfa Romeo C43 fue un monoplaza de Fórmula 1 diseñado por Alfa Romeo para competir en la temporada 2023. El automóvil fue presentado en la ciudad de Zúrich el 7 de febrero de 2023. El monoplaza fue conducido por Guanyu Zhou y Valtteri Bottas.

## Resultados
(Clave) (negrita indica pole position) (cursiva indica vuelta rápida)

| Año     | Motor                   | Neu. | N.º | Pilotos         | 1   | 2   | 3   | 4   | 5   | 6   | 7   | 8   | 9   | 10  | 11  | 12  | 13  | 14  | 15  | 16  | 17  | 18  | 19  | 20  | 21  | 22  | Puntos | Pos. |
| ------- | ----------------------- | ---- | --- | --------------- | --- | --- | --- | --- | --- | --- | --- | --- | --- | --- | --- | --- | --- | --- | --- | --- | --- | --- | --- | --- | --- | --- | ------ | ---- |
| 2023    | Ferrari 066/10 V6 Turbo | P    |     |                 | BHR | ARA | AUS | AZE | MIA | MON | ESP | CAN | AUT | GBR | HUN | BEL | NED | ITA | SIN | JPN | QAT | USA | MEX | SÃO | LVG | ABU | 16     | 9.º  |
| 2023    | Ferrari 066/10 V6 Turbo | P    | 24  | Guanyu Zhou     | 16  | 13  | 9   | Ret | 16  | 13  | 9   | 16  | 12  | 15  | 16  | 13  | Ret | 14  | 12  | 13  | 9   | 13  | 14  | Ret | 15  | 17  | 16     | 9.º  |
| 2023    | Ferrari 066/10 V6 Turbo | P    | 77  | Valtteri Bottas | 8   | 18  | 11  | 18  | 13  | 11  | 19  | 10  | 15  | 12  | 12  | 12  | 14  | 10  | Ret | Ret | 8   | 12  | 15  | Ret | 17  | 19  | 16     | 9.º  |
| Fuente: |                         |      |     |                 |     |     |     |     |     |     |     |     |     |     |     |     |     |     |     |     |     |     |     |     |     |     |        |      |